# 王丕煥
王丕煥（1879年—1933年？），又名培煥，字燦章，一說焯章，河南陈州人，民国初年军事人物。

## 生平
王丕煥於清光緒五年（1879年）出生，起於河南陳州府，爲淮寧縣人，父名鳳岐，大伯（一說嗣父）爲袁世凱心腹王鳳岡。光緒二十七年（1901年）春，考取河南官費留學日本之資格，先入成城學校完成預科學業，繼入日本陸軍士官學校第三期騎兵科學習，與潘矩楹、傅良佐、陳文運、蔡鍔等爲同期同學。光緒二十九年（1903年）秋，王丕煥从日本陆军士官学校第三期骑科毕业。归国后，他任北洋速成武备学堂教习，未兩年即升馬兵科科長。辛亥革命时，任清朝新军第十镇二十九协骑兵营长，驻防开封。
中华民国成立后，1912年12月26日，王丕焕获授陆军少将。1912年12月，他任河南都督府军政司长。1916年10月随蒋雁行来到绥远。蒋对其颇倚重，让他任绥远警备司令部参谋长及绥东剿匪司令。1917年5月22日，授陆军少将加中将衔。1917年5月28日，趁绥远都统蒋雁行赴京参加督军团会议，伙同卢占魁杀害了绥远都统署副官长、代理都统张凤朝，篡夺了绥远都统权力。6月4日他宣布绥远独立。向徐州通电反对共和，请“张大帅”（辫子军的张勋）即日召集会议，解决国体问题”。张勋于7月1日，在京拥立溥仪复辟，任命他王丕煥为署理绥远都统。王丕煥接到上谕，发出了“率同归绥道尹申葆亨、绥西镇守使褚恩荣暨文武各员望阙叩头，仰答鸿庥，伏乞皇上圣鉴”的电报；同时通令各机关商店悬挂大清龙旗庆祝。并在都统署西辕门外也搭起彩棚，把旧城戏园的千二红、二庆旦、飞来凤等诸艺人调来，演唱了三天晋剧。王丕焕自称绥远将军。7月12日，张勋垮台，王丕焕见势不妙，仓皇潜逃。重当国务总理的段祺瑞根据王丕焕那份“伏乞皇上圣鉴”的电报，派北洋陆军第一师师长蔡成勋来绥远查办附逆案，并接任绥远都统。
后来，他投身奉军。1925年任直隶陆军第一混成旅旅长，驻天津（当时的直隶督办为李景林）。1925年9月26日，他获授陆军中将。1925年底郭松龄倒奉，李景林整编部队，他任新直军第四军军长。1927年时，他在彰德警备司令任上，被陈修夫率部包围，强令出走。此后其生平不详。陳予歡《中國留學日本陸軍士官學校將帥錄》認爲其於民國二十三年（1933年）病逝於天津日租界。